# Voyage ~Sans Retour~
Voyage ~Sans Retour~ —en español: «Viaje ~Sin Retorno~»— es el segundo álbum de la banda japonesa Malice Mizer, el primero en el que participa como vocalista el cantante Gackt. Fue lanzado el 9 de junio de 1996 en dos versiones, una regular y una limitada de 5000 copias que incluían un estuche y un folleto adicional. La versión de N.p.s N.g.s es distinta a la del sencillo.

## Lista de canciones
| N.º   | Título                                           | Letras       | Música | Duración |  |
| 1.    | «闇の彼方へ～ (yami no kanata e~)»               |              | Mana   | 0:26     |  |
| 2.    | «Transylvania»                                   | Gackt        | Mana   | 4:01     |  |
| 3.    | «追憶の破片 (tsuioku no kakera)»                 | Gackt        | Mana   | 6:21     |  |
| 4.    | «Premier Amour»                                  | Gackt        | Mana   | 4:55     |  |
| 5.    | «偽りのmusette (itsuwari no musette)»            | Gackt        | Közi   | 5:13     |  |
| 6.    | «N.p.s N.g.s»                                    | Gackt        | Mana   | 4:07     |  |
| 7.    | «claire～月の調べ～ (claire ~tsuki no shirabe~)» | Gackt & Közi | Közi   | 5:47     |  |
| 8.    | «Madrigal»                                       | Gackt        | Közi   | 4:03     |  |
| 9.    | «死の舞踏 (shi no butou)»                        | Malice Mizer | Mana   | 5:25     |  |
| 10.   | «～前兆～ (~zenchou~)»                           |              | Mana   | 4:19     |  |
| 44:37 |                                                  |              |        |          |  |